# Häradskär

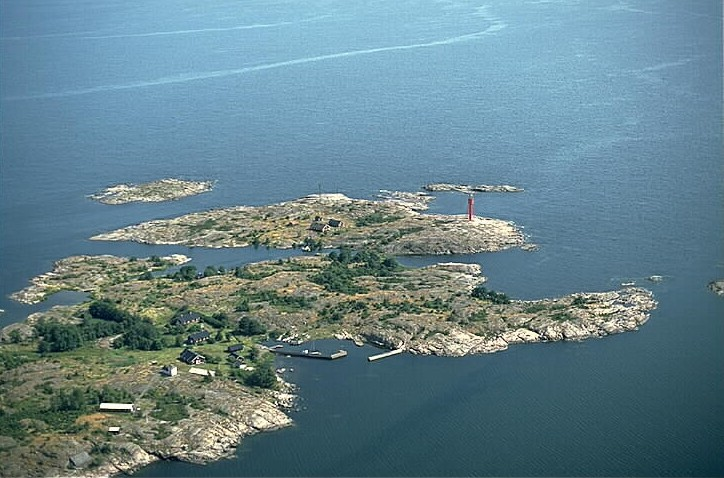
Flygfoto över Häradskär från 1991.

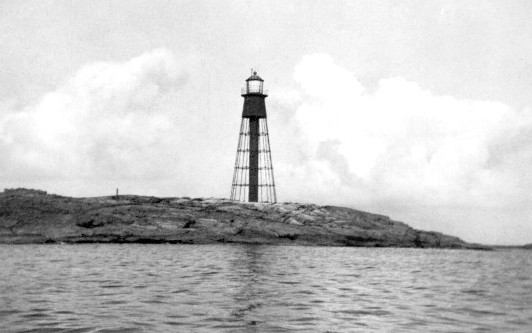
Häradskärs fyr

Häradskär sydöst om Valdemarsvik är ett gammalt fiskeläge och lotshamn, som ligger i havsbandet i Gryts skärgård, 11 kilometer sydöst om Gryt. Ortsnamnet Hærskær finns belagt sedan 1517. Namnet kan eventuellt härledas ut befälstiteln hærse. Alternativt utgår namnet från harg det vill säga 'stenig mark'.
Häradskärs fyr lyser 24 distansminuter. Sedan 1600-talet fanns på platsen ett sjömärke i form av en stång med en tunna på. År 1741 ersattes stången av en rödmålad båk som revs när man 1863 uppförde det nuvarande fyrtornet, byggt av järn och ritat Gustav von Heidenstam. Häradskärs fyr är den näst äldsta fyren av järn i Sverige. Fyren leder in till en segelled som har använts sedan 1200-talet.
Östergötlands ornitologiska förening bedrev fågelforskning med ringmärkning och sträckräkning på ön under höstarna 2009–2013.
Sommartid går på torsdagar turer till ön; dessa trafikeras av Skärgårdskompaniet och utgår från Fyrudden. 